# 古根貝格湖

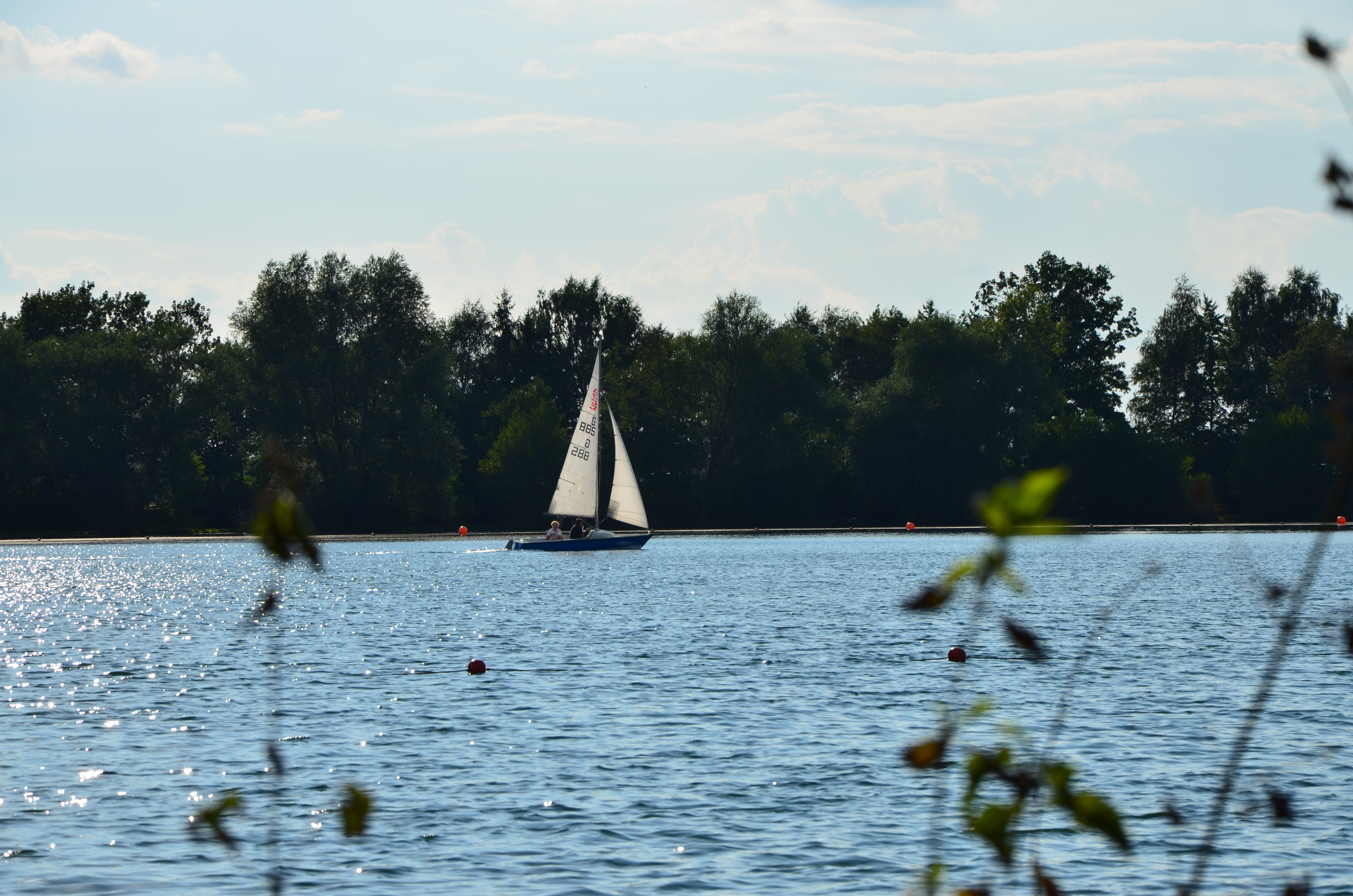

48°58′41.28″N 12°13′24.26″E / 48.9781333°N 12.2234056°E
古根貝格湖（德語：Guggenberger See），是德國的湖泊，位於該國東南部，由巴伐利亞州負責管轄，處於雷根斯堡縣，長1公里、寬0.9公里，面積0.54平方公里，海拔高度331米，最大水深7米，湖岸線長度3公里。